# Elisabetta di Boemia (1292-1330)
Elisabetta di Boemia (20 gennaio 1292 – Boemia, 28 settembre 1330) principessa della dinastia dei Přemislidi divenne regina consorte di Boemia sposando Giovanni di Lussemburgo, re di Boemia. Dal loro matrimonio nacque Carlo che divenne Imperatore del Sacro Romano Impero col nome di Carlo IV.

## Infanzia
Elisabetta di Boemia nacque il 20 gennaio 1292 da Venceslao II di Boemia e Guta d'Asburgo, quando ebbe cinque anni sua madre morì e dei suoi dieci fratelli solo quattro raggiunsero l'età adulta: Venceslao III di Boemia, Anna Přemyslovna (15 ottobre 1290 - 3 settembre 1313), Elisabetta e Margherita. Sei anni dopo essere rimasto vedovo Venceslao si risposò con Eliška Rejčka della dinastia dei Piast, dal matrimonio Venceslao ottenne il titolo di Re di Polonia e dal loro matrimonio nacque una figlia Anežka Přemyslovna (1305-1377.
Durante la giovinezza di Elisabetta accaddero numerosi eventi, nel 1303 un incendio devastò il Castello di Praga, suo padre morì nel 1305 e suo fratello venne misteriosamente assassinato l'anno dopo mentre si trovava ad Olomouc.
Rimasta orfana Elisabetta andò a vivere con la sorella Anna mentre l'altra sorella Margherita era stata data in sposa a Boleslao III il Prodigo all'età di sette anni dopo che questi si era recato in Boemia con la madre Elżbieta Bolesławówna (1263-28 settembre 1304).
Elisabetta passò parte della giovinezza con la zia paterna Kunhuta in un convento nei pressi di Praga, insieme a loro andarono anche la matrigna di Elisabetta, sua sorella Anna e sua cognata Viola Těšínská (1291 circa-21 settembre 1317) convinvenza che durò fino a che la relazione fra le due sorelle non si guastò.

## Matrimonio con Giovanni di Lussemburgo, re di Boemia
Nel 1306 dopo l'assassinio del fratello al trono di Boemia era salito suo cognato Enrico di Carinzia e Tirolo, Elisabetta ormai aveva circa quattordici anni ed era in età da marito motivo per cui ella divenne una pedina nel gioco di potere per la conquista del Regno di Boemia che si era scatenata.
La lotta fra Enrico e Rodolfo d'Asburgo finì con la conquista della Boemia da parte di Rodolfo tramite il suo matrimonio con Elisabetta Richeza, la vedova di Venceslao. Elisabetta andò a vivere al Castello di Praga insieme alla cognata Viola, ma nel 1307 la morte di Rodolfo riportò il trono nelle mani di Enrico, egli voleva sposare Elisabetta a un nobile locale, Otto of Löbdaburg, ma ella si rifiutò e i rapporti con la sorella Anna si guastarono.
Elisabetta finì invece per sposare Giovanni di Lussemburgo, figlio di Enrico VII di Lussemburgo. Il matrimonio ebbe luogo nel settembre 1310 dopo che Giovanni venne forzato ad invadere la Boemia, Enrico ed Anna dovettero riparare in Carinzia dove ella morì nel 1313. Elisabetta e Giovanni vennero incoronati il 7 febbraio 1311.
I primi anni di matrimonio si dimostrarono disastrosamente sterili, avevano infatti bisogno di un erede maschio che proteggesse il trono dai figli delle sorella Margherita ed Anežka e solo sei anni dopo nacque Carlo, il primo maschio dopo due femmine.
Con il tempo Elisabetta divenne gelosa di Giovanni che, per quanto l'ascoltasse, aveva opinioni politiche diverse dalle sue e nel 1319 fu scoperto un complotto che prevedeva la deposizione di Giovanni e l'ascesa al trono del piccolo Carlo. I cospiratori vennero presi e puniti.
Giovanni dal canto suo decise di evitare che Elisabetta interferisse con l'educazione dei figli che tolse dalla custodia della moglie, nel 1323 ella viveva al castello di Mělník e Carlo venne spedito in Francia, i due non dovevano più rivedersi.

## Ultimi anni
Isolata e abbandonata Elisabetta lasciò la Boemia per recarsi in esilio in Baviera dove partorì le sue due ultime figlie, due gemelle, Anna ed Elisabetta. Giovanni non mandò denaro alla moglie mentre era via e fu lei a decidere di tornare in patria nel 1325 con la sola Anna giacché Elisabetta era morta poco prima.
Elisabetta tornò a casa malata e la carenza di denaro le impedì di tenere una corte degna del suo rango, infine morì di Tubercolosi il 28 settembre 1330.

## I figli
Elisabetta e Giovanni ebbero sette figli:
- Markéta Lucemburská (8 luglio 1313-11 luglio 1341)
- Bona di Lussemburgo
- Carlo IV di Lussemburgo
- Otto (22 novembre 1318-20 aprile 1320)
- Giovanni Enrico di Lussemburgo
- Anna Lucemburská (1323-3 settembre 1338)
- Eliška Lucemburská (1323-1324)

## Ascendenza
|                        |                      |                         | Genitori                    |  |  | Nonni |  |  | Bisnonni              |  |  | Trisnonni            |  |
|                        |                      |                         |                             |  |  |       |  |  | Venceslao I di Boemia |  |  | Ottocaro I di Boemia |  |
|                        |                      |                         |                             |  |  |       |  |  | Venceslao I di Boemia |  |  | Ottocaro I di Boemia |  |
|                        |                      | Costanza d'Ungheria     |                             |  |  |       |  |  | Venceslao I di Boemia |  |  |                      |  |
| Ottocaro II di Boemia  |                      |                         |                             |  |  |       |  |  | Venceslao I di Boemia |  |  |                      |  |
|                        |                      | Cunegonda di Svevia     | Filippo di Svevia           |  |  |       |  |  |                       |  |  |                      |  |
|                        |                      | Cunegonda di Svevia     | Filippo di Svevia           |  |  |       |  |  |                       |  |  |                      |  |
|                        |                      | Cunegonda di Svevia     | Irene Angelo                |  |  |       |  |  |                       |  |  |                      |  |
| Venceslao II di Boemia |                      | Cunegonda di Svevia     |                             |  |  |       |  |  |                       |  |  |                      |  |
|                        |                      | Rostislav Michajlovič   | Michele I, Granduca di Kiev |  |  |       |  |  |                       |  |  |                      |  |
|                        |                      | Rostislav Michajlovič   | Michele I, Granduca di Kiev |  |  |       |  |  |                       |  |  |                      |  |
|                        |                      | Rostislav Michajlovič   | Elena Romanovna             |  |  |       |  |  |                       |  |  |                      |  |
| Cunegonda di Slavonia  |                      | Rostislav Michajlovič   |                             |  |  |       |  |  |                       |  |  |                      |  |
|                        |                      | Anna d'Ungheria         | Béla IV d'Ungheria          |  |  |       |  |  |                       |  |  |                      |  |
|                        |                      | Anna d'Ungheria         | Béla IV d'Ungheria          |  |  |       |  |  |                       |  |  |                      |  |
|                        |                      | Anna d'Ungheria         | Maria Lascaris di Nicea     |  |  |       |  |  |                       |  |  |                      |  |
| Elisabetta di Boemia   |                      | Anna d'Ungheria         |                             |  |  |       |  |  |                       |  |  |                      |  |
|                        | Alberto IV il Saggio | Rodolfo il Vecchio      |                             |  |  |       |  |  |                       |  |  |                      |  |
|                        | Alberto IV il Saggio | Rodolfo il Vecchio      |                             |  |  |       |  |  |                       |  |  |                      |  |
|                        | Alberto IV il Saggio | Agnese di Staufen       |                             |  |  |       |  |  |                       |  |  |                      |  |
| Rodolfo I d'Asburgo    | Alberto IV il Saggio |                         |                             |  |  |       |  |  |                       |  |  |                      |  |
|                        |                      | Heilwig di Kiburg       | …                           |  |  |       |  |  |                       |  |  |                      |  |
|                        |                      | Heilwig di Kiburg       | …                           |  |  |       |  |  |                       |  |  |                      |  |
|                        |                      | Heilwig di Kiburg       | …                           |  |  |       |  |  |                       |  |  |                      |  |
| Guta d'Asburgo         |                      | Heilwig di Kiburg       |                             |  |  |       |  |  |                       |  |  |                      |  |
|                        |                      | Burcardo V di Hohenberg | Burcardo IV di Hohenberg    |  |  |       |  |  |                       |  |  |                      |  |
|                        |                      | Burcardo V di Hohenberg | Burcardo IV di Hohenberg    |  |  |       |  |  |                       |  |  |                      |  |
|                        |                      | Burcardo V di Hohenberg | Valpurga di Aichelberg      |  |  |       |  |  |                       |  |  |                      |  |
| Gertrude di Hohenberg  |                      | Burcardo V di Hohenberg |                             |  |  |       |  |  |                       |  |  |                      |  |
|                        |                      | Matilde di Tubinga      | Rodolfo II di Tubinga       |  |  |       |  |  |                       |  |  |                      |  |
|                        |                      | Matilde di Tubinga      | Rodolfo II di Tubinga       |  |  |       |  |  |                       |  |  |                      |  |
|                        |                      | Matilde di Tubinga      | ? di Ronsberg               |  |  |       |  |  |                       |  |  |                      |  |
|                        |                      | Matilde di Tubinga      |                             |  |  |       |  |  |                       |  |  |                      |  |